# معتمدية باجة الشمالية

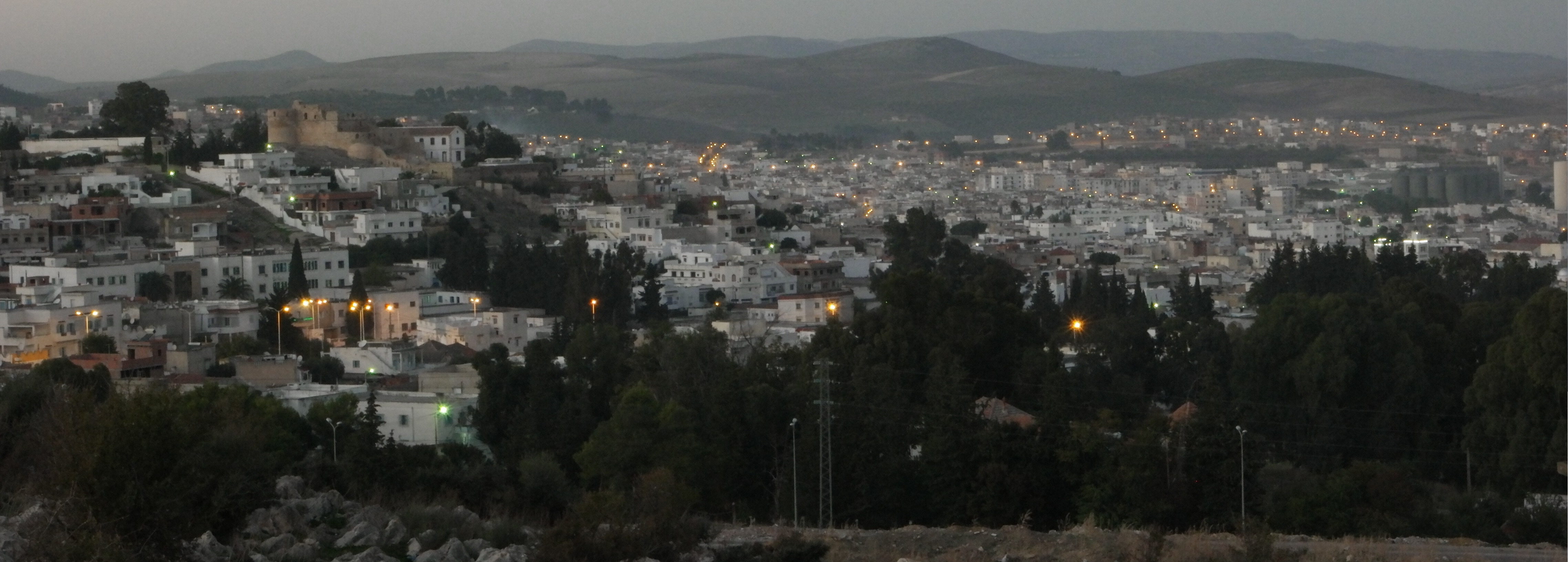

معتمدية باجة الشمالية إحدى معتمديات الجمهورية التونسية، تابعة لولاية باجة.

### مواضيع ذات علاقة
- ولاية باجة.

1. 1 2 3 4 5 6 7 8 9 10  "المناطق الترابية (العمادات) حسب الولايات والمعتمديات". اطلع عليه بتاريخ 2024-11-30.
2. ↑  "التعداد العام للسكان والسكنى 2014" (PDF).